# Ключ 88
Ключ 88 (трад. и упр. 父)  — ключ Канси со значением "отец"; один из 34, состоящих из четырёх штрихов.
В словаре Канси всего 10 символов (из 49 030), которые можно найти c этим радикалом.

## История
Древняя идеограмма изображала руку, держащюю символ семейной власти.
В современном языке иероглиф используется в значениях: «отец, старший родственник, папаша, батюшка, почтенный». Также может означать «уважаемый, главный, ведущий» и др.
В качестве ключевого знака иероглиф используется редко.

Вид в Цзиньвэнь
Вид в Цзягувэнь
Вид в Цзянбо
Вид в большой печати Чжуаньшу
Вид в малой печати Чжуаньшу

В словарях находится под номером 88.

## Примеры иероглифов
| Доп. штрихи | Иероглифы |
| ----------- | --------- |
| 0           | 父        |
| 2           | 爷        |
| 4           | 爸        |
| 5           | 㸖        |
| 6           | 㸗 爹 𤕔  |
| 7           | 㸘        |
| 9           | 㸙 爺     |